# 山中村
23°31′09.9″N 120°24′18.7″E / 23.519417°N 120.405194°E
山中村，是位於嘉義縣民雄鄉南方的村落，主要由「龍目井仔」及「過港仔」等聚落組合而成。因時代的變遷與各地不同的文獻記載，別名又有「牛斗山」、「牛朝山」、「牛稠山」之稱。村內具有凝聚村民情感、歷史悠久且著名的「廣濟宮」。不同於其他村莊，山中村有著豐富的蓮藕產業及為數不多的武館行業。

## 地理
山中村為隸屬於嘉義縣民雄鄉南方的行政區域。西臨新港鄉，南接嘉義市。山中村是以昔日之「牛斗山莊」為主體，且包括龍目井仔、過港仔等等所組成。山中村是多姓族群分占的角頭村落，有五大姓為賴、鄭、郭、許、何。本村歷來以「港底」﹙村內主要大排﹚為界，以南稱「港前」，以北稱「港後」。本村的南面是平原，一直延伸到牛稠溪，三面丘陵的地理環境，戰後的牛斗山得有「山中」之名。

## 聚落
現山中村的組成主要有兩聚落，分別為「龍目井仔」及「過港仔」。

### 龍目井仔
聚落名稱由來為打貓南畔山龍尾結突起之最高峰山上，兩口相連的小井，長年水滿，清甘如聖水，而稱之為「龍目井仔」。由於此地水清泉甘，長年盈滿，有如聖水，在移民後三百年來，一直是附近聚落的生活水源，一直到三十餘年前，有了自來水之後，才逐漸將龍目井閒置。因本地帶有水源，自是移民的至佳落腳地，當然也是山中村的發源地。

### 過港仔
過港，是指山中村中央大排南面、中山高速公路以西的區域，因最原始開發的聚落在大排北面，欲到此區域，必須跨過中央大排，乃以過字表示「越過與不近」之意思，故名為「過港仔」。但由於此地高聳的山丘被剷為中山高的路基土，高山排水不再，因此過港仔的大湖內縮，並常乾涸，原先之大湖泊已成小型的凹陷草原。

## 歷史
山中村有「牛斗山」、「牛朝山」、「牛稠山」等三種不同的地名。

### 牛斗山
在清康熙二十八年(西元1689年)，鄭姓基祖的開基祖墳墓右上方有著「渡台牛斗山」五字。可得知「牛斗山」地名在清初已經存在。

### 牛朝山
康熙五十六年(西元1717年)，《諸羅縣志》中已出現「牛朝山」地名。客寓文人陳夢林編修志書時在諸羅縣山川總圖裡有「牛朝山」山頭字樣。

### 牛稠山
「牛稠山」因牛朝溪之名而來，且本地務農，養牛數眾多，久而久之以訛傳訛所致。

## 教育
山中村村內尚未有國小、國中等教育機構。最近的學區為民雄鄉的興中國小及民雄鄉的民雄國中。

### 興中國小[4]
位於嘉義縣民雄鄉興中村江厝店30號的一所國小。民國五年建校，為少數具有百年歷史的小學。學校內能見到許多與貓頭鷹相關的標誌與設施，且有獨特特色的巨大跳棋棋盤彩繪及酷似藍晒圖的繪畫。

### 民雄國中[5]
位於嘉義縣民雄鄉西安路上的一所國中。民國五十三年建校，為全嘉義縣最大型的國中。

## 文化資產
山中村村內有著三座不同的廟宇，分別為「廣濟宮」、「聖北宮」及「順濟宮」。其中最廣為人知的為當地居民之信仰中心的「廣濟宮」。

### 廣濟宮

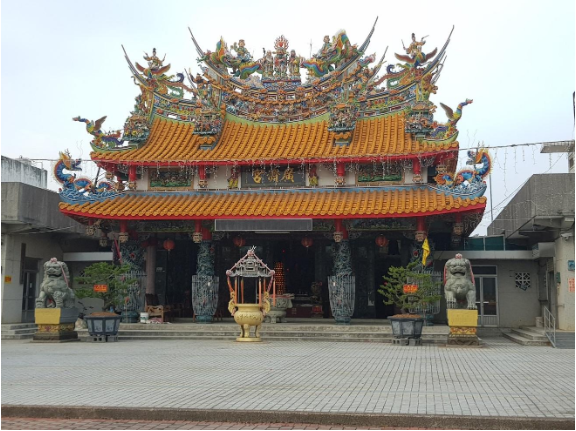
山中村廣濟宮

廣濟宮於咸豐年間所創立。因年久失修，同治十年(西元1871年)由郭植葷、郭植梅、郭植華等人改建。今址位於牛斗山78號，為一道教廟宇，信奉神祇為天上聖母、五府千歲、太子元帥、開台尊王、池王爺等等。廣濟宮外顯眼的紅色石碑記錄著歷代對廣濟宮捐錢奉獻的人。

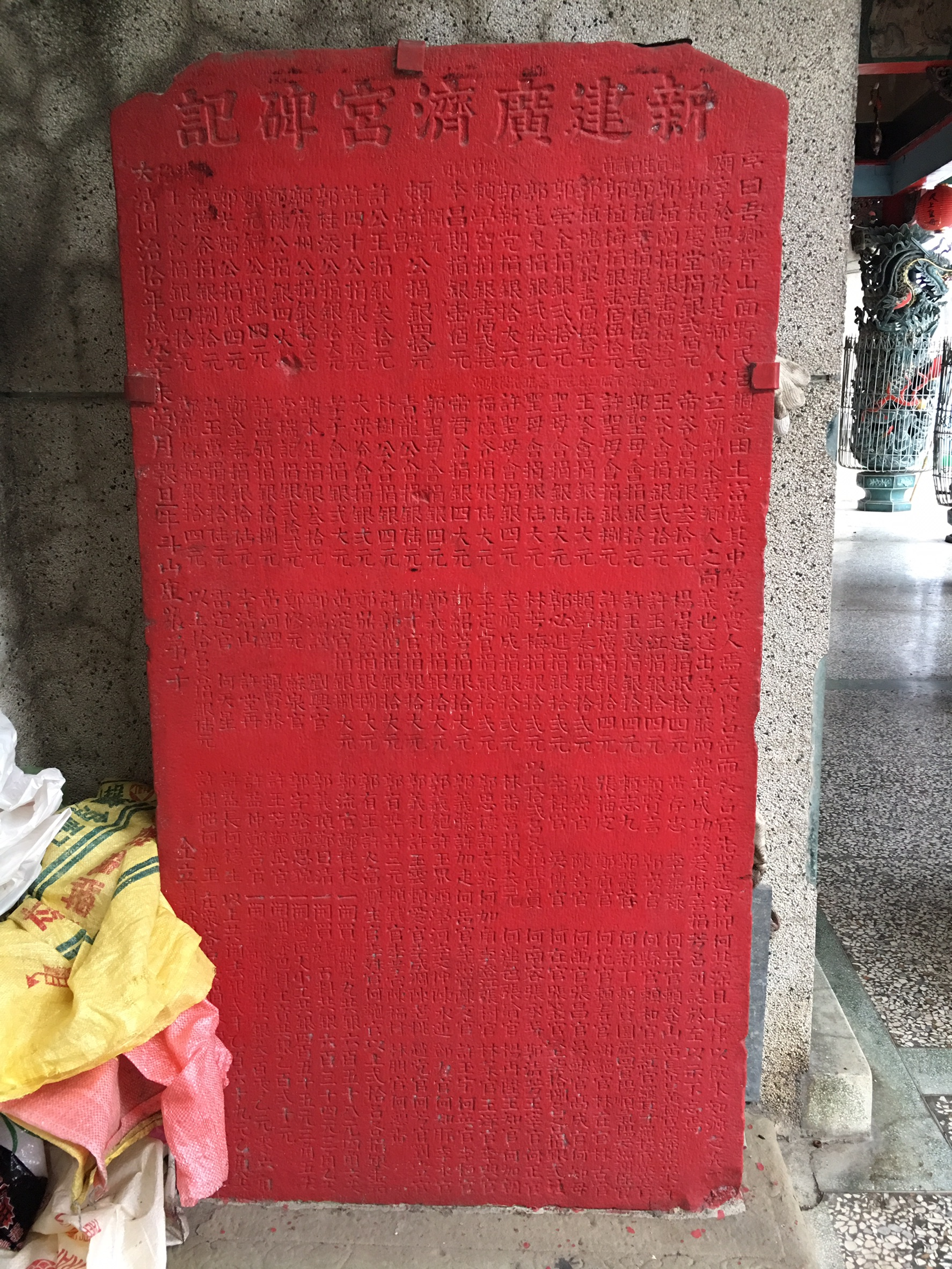
廣濟宮石碑

## 特色

### 蓮藕
又稱「菜藕」，山中村著名的農作物之一，居民多用蓮藕來磨粉及食用。每年產量約有數萬斤生蓮藕，洗成藕粉後大約只剩下五千斤產量。現今蓮藕產量約佔全台的三分之一，栽種面積已逾百公頃。在過去蓮藕是當地的特色產業，但是現在因為人口老化以及年輕人不想傳承的關係，已經逐漸沒落了。近年來，山中社區發展協會盡力的推廣當地的特色產業「蓮藕」，其中特別推廣當地特殊的「蓮藕粉」，讓大家更了解山中社區蓮藕的特別。

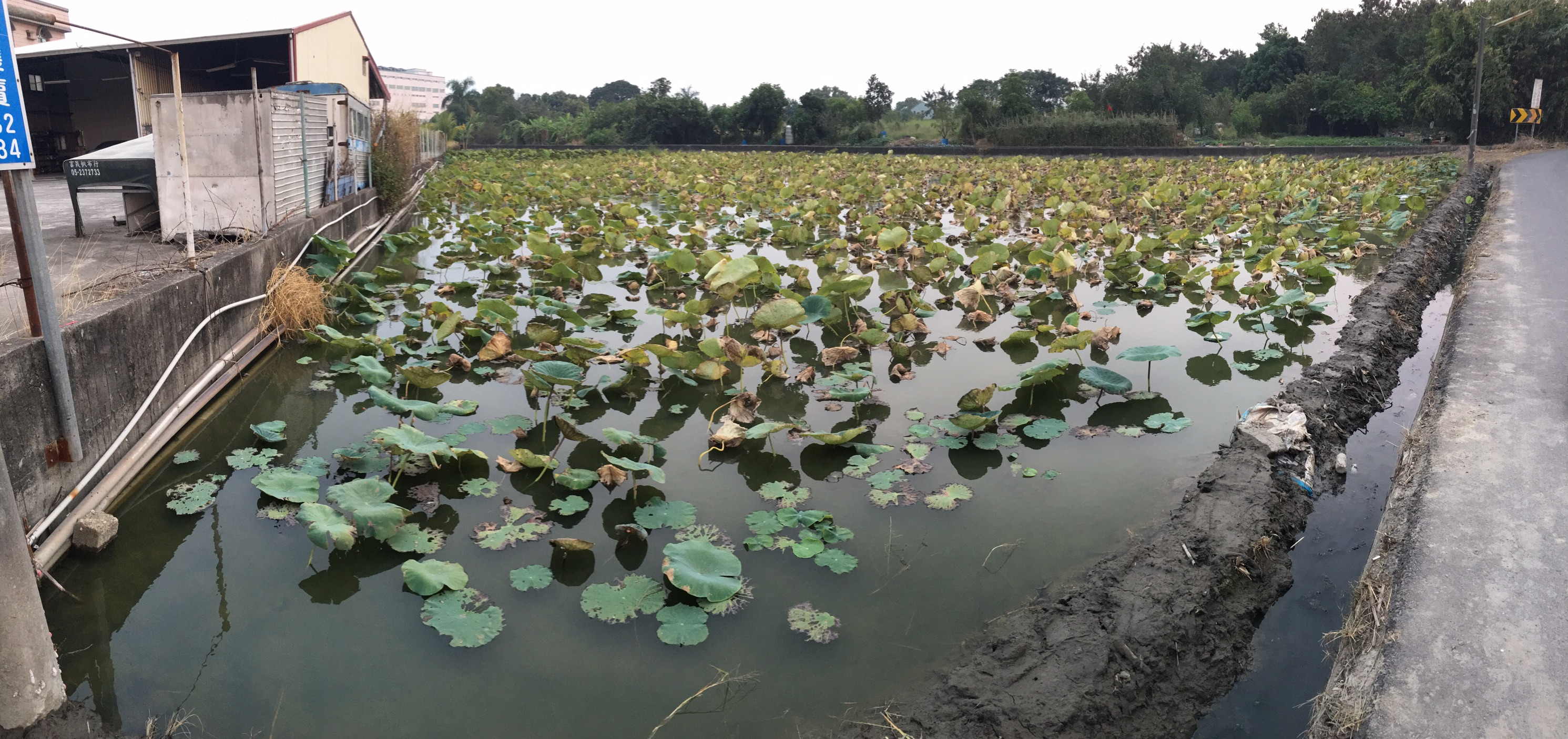
民雄鄉山中村蓮花田園風景

### 武館
目前僅存的武館為「平和館」。牛斗山平和館源自民雄中央村武館紅毛師派下。在農業社會習武風氣甚盛的年代，平和館曾經是牛斗山三大武館之一，武館以宋江陣三十六人陣法為主要陣式。當年曾經叱吒風雲，在重要廟會慶典皆能看見館徒們身著白汗衫，揮灑熱血青春的平和館精神。